# Бушар, Ален
Ален Бушар (фр. Alain Bouchart, или Bouchard, лат. Alanus Bouchardus; 1440 — между 1514 и 1530) — бретонский историк, хронист и правовед, секретарь герцога Франциска II, советник короля Карла VIII, адвокат Парижского парламента, автор «Великих хроник Бретани» (фр. Grandes chroniques de Bretagne, 1514).

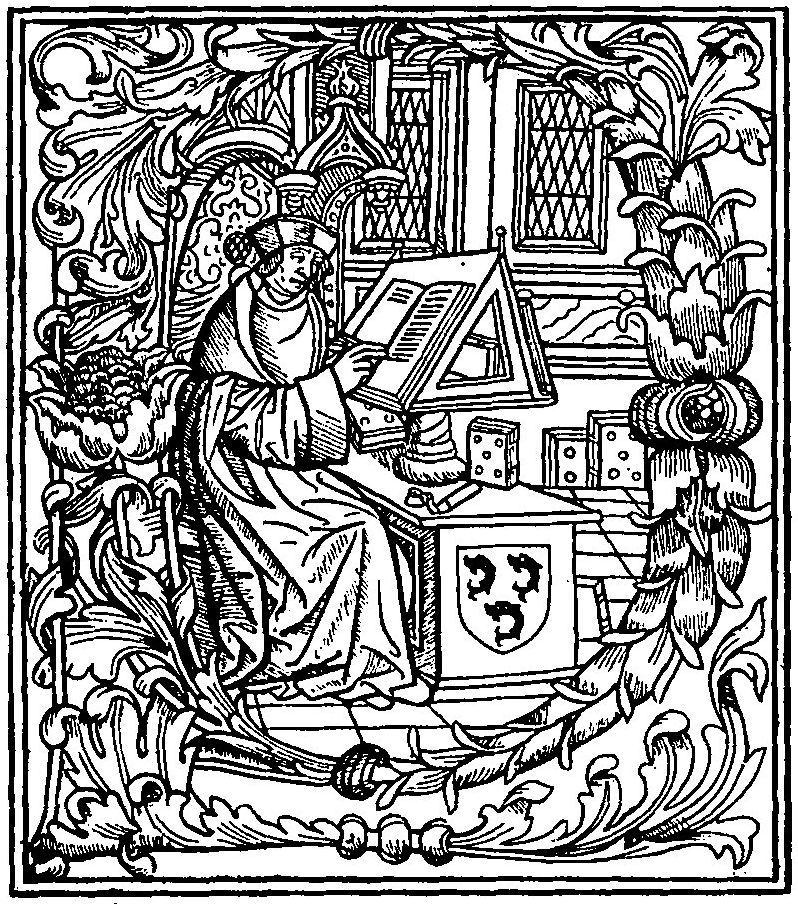
Предполагаемый портрет Алена Бушара. Гравюра из первого парижского издания «Великих хроник Бретани» 1514 г.

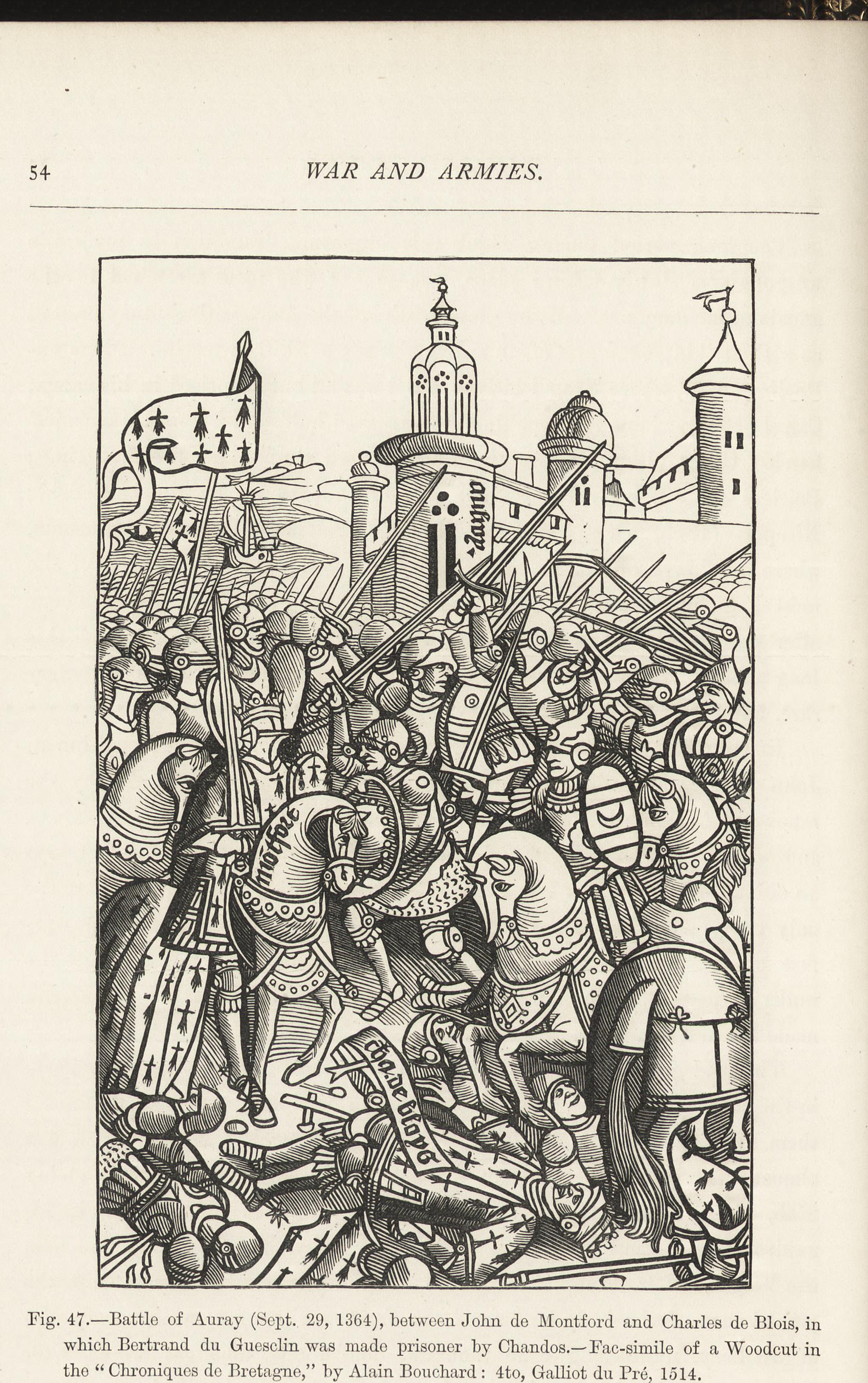
Битва при Оре (1364). Факсимиле гравюры из первого парижского издания «Великих хроник Бретани» 1514 г.

## Биография

### Юные годы
Родился около 1440 года в г. Бац-сюр-Мер (совр. департамент Атлантическая Луара), в родовитой дворянской семье, происходившей из Геранда, и по отцовской линии был представителем старинного рода Бушаров. Один из его предков Николя Бушар был в XIV веке адмиралом Бретани и в 1364 году участвовал на стороне англичан в исторической битве при Оре.
Возможно, был сыном Алена Бушара (старшего), сборщика налогов в бальяже Геранда, упоминаемого в одном из местных актов под 1434 годом. Местом его рождения, вероятно, был родовой замок Кербушар (фр. Kerbouchard), сохранившийся до наших времён в округе Бац. В предисловии к первому изданию своих «Хроник» (1514) он сам о себе писал, что, будучи по происхождению бретонцем, до конца своей жизни неважно владел французским языком (в Бац-сюр-Мере говорили на бретонском до конца XIX века).
После изучения права в университете Анже или Парижа, служил нотариусом в Геранде, где его подпись впервые встречается в акте от 1471 года. В начале 1470-х годов, вместе с несколькими выходцами из Геранда, участвовал в пиратском захвате близ острова Бель-Иль трёх иностранных торговых судов, генуэзского, немецкого и испанского, направлявшихся в Нуармутье, за что привлечён был к герцогскому суду, но сумел избежать наказания.

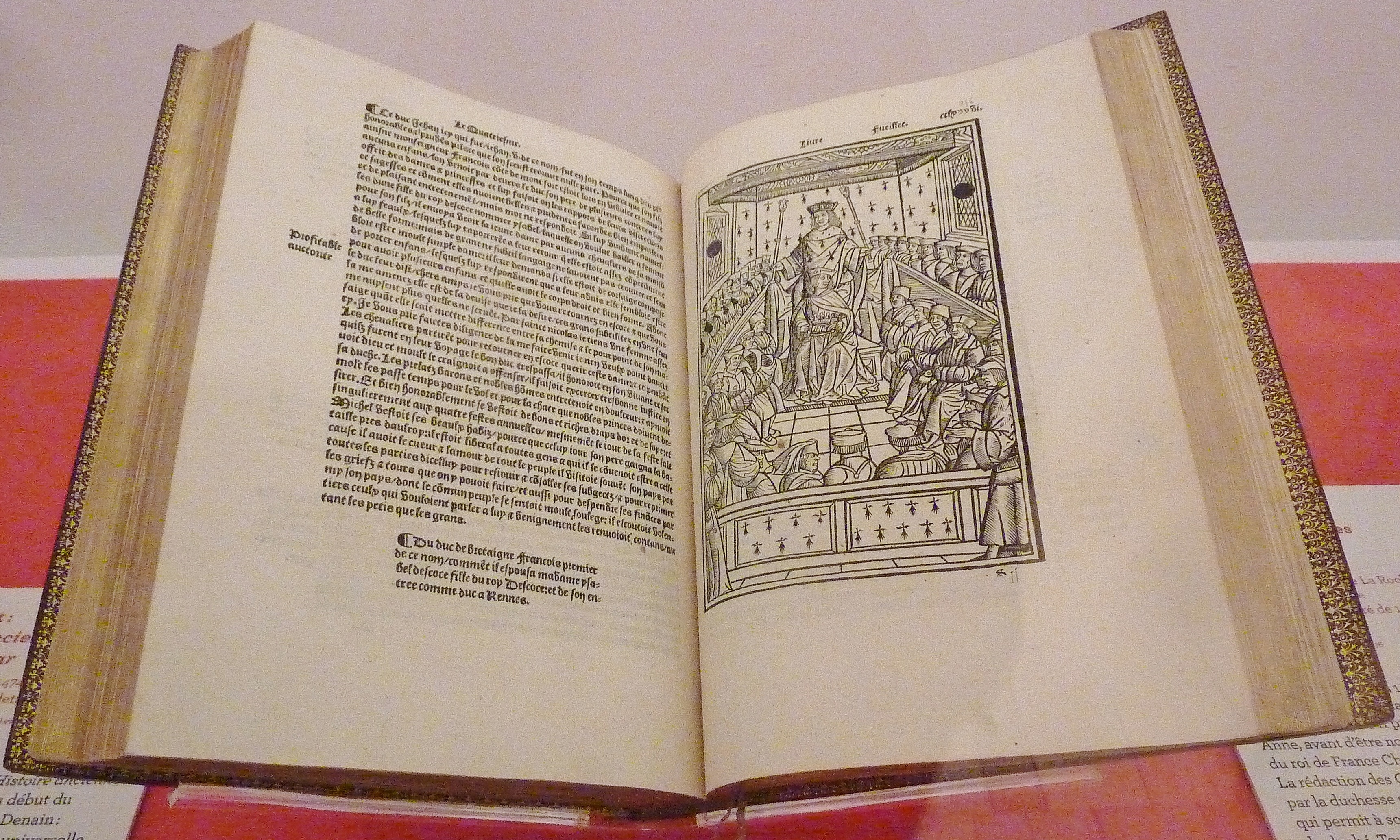
Разворот страниц первого парижского издания «Великих хроник Бретани» 1514 г.

### Карьера в Бретани
В 1470-х годах стал адвокатом, а с начала 1480-х годов, вслед за своим старшим братом Жаком, поступил на службу в канцелярию бретонского герцога Франциска II, получив, таким образом, доступ к важным государственным документам. В своих «Хрониках» он, в частности, осуждает смещение и арест канцлера Гийома Шовена, критикуя его преемника Пьера Ланде за растрату казны и «низкое происхождение».
В 1484 году братья Бушар вели в Сен-Мало расследование обстоятельств исчезновения груза пастели. В следующем 1485 году подпись Алена появляется на нескольких актах из герцогской канцелярии; в том же году братья приняли участие в переиздании сборника «Законов и обычаев Бретани» (фр. Coustumes et Constitution de Bretaigne, брет. Tres ancienne coustume de Bretaigne), «исправленного секретарём парламента Жаком Бушаром и мастером Аленом Бушаром», первые два тома которого вышли ещё 26 марта 1484 года.
В сентябре 1488 года Ален принял участие в организации похорон Франциска II, а в начале 1489 года находился в Геранде с молодой герцогиней Анной, которой был послан вместе с архидиаконом Пентьевра Гийомом Гегеном для переговоров с королём Карлом VIII, находившимся в Турени.
Однако затем, в конфликте между канцлером Филиппом де Монтобаном и маршалом Жаном де Риё, назначенным опекуном Анны Бретонской, занял сторону последнего, отдалившись от герцогского двора. В ноябре 1490 года, будучи представителем юной герцогини, участвовал в заседаниях генеральных штатов в Редоне.

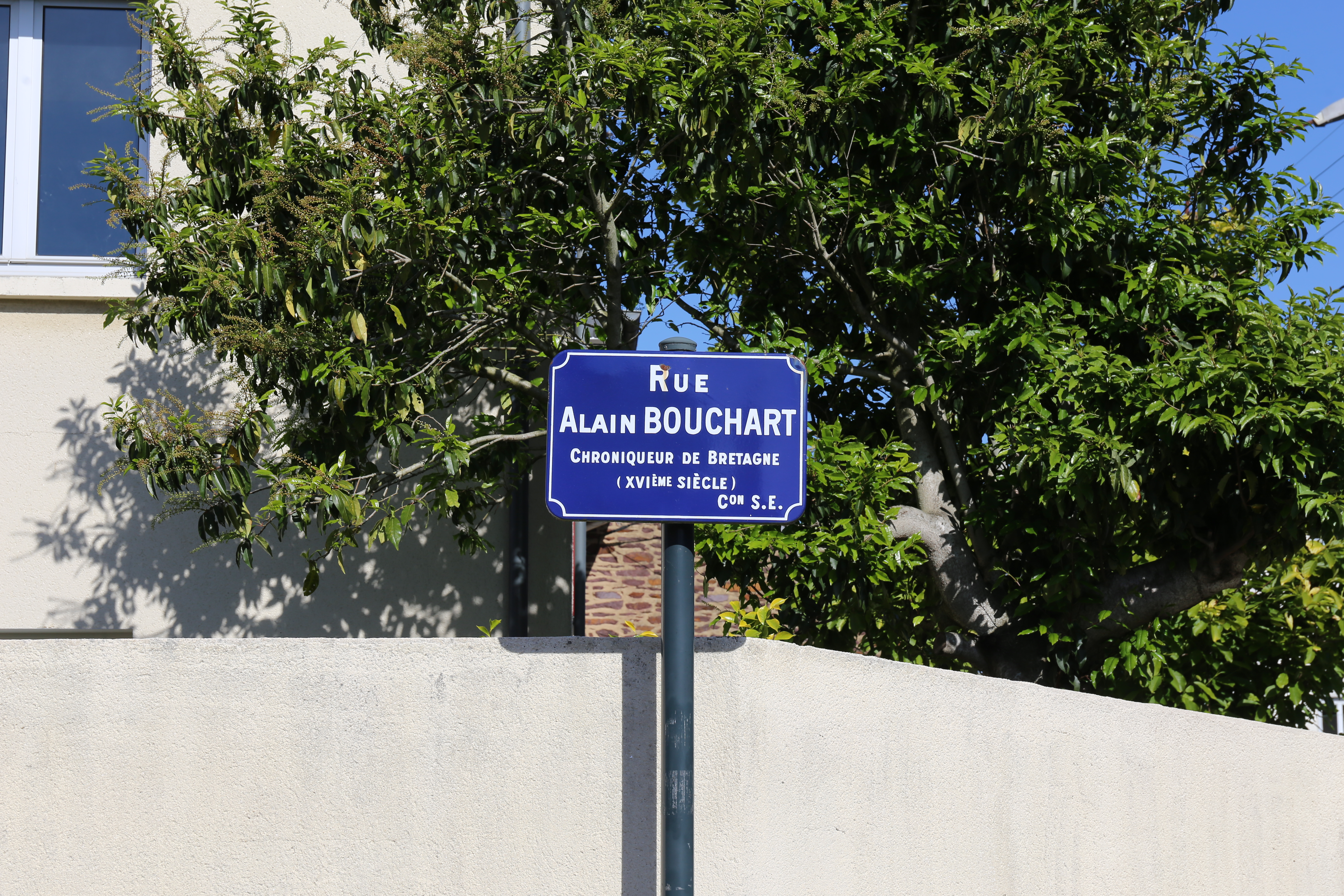
Улица имени Алена Бушара в Ренне

### Карьера в Париже
В 1491 году стал одним из бретонских сановников, поддержавших брак между Анной и Карлом VIII, заключенный 6 декабря того же года. Завоевав, таким образом, расположение французского короля, переехал в Париж вместе с группой профранцузски настроенных представителей бретонской знати. Выгодно женился там на Мари Фремье, дочери владельца фьефа Во-ле-Виконт близ Мелёна. Вступив в 1494 году во владение частью этого поместья, оказался вовлечённым в судебные тяжбы с соседями и другими наследниками, исход которых для него остался неясен.
Овдовев в 1496 году, вторично женился в Париже на Жанне ле Ренье, дочери Жана ле Ренье и Маргариты дю Брёй. Будучи членом Большого королевского совета, заседал в нём вместе со своим родственником Жаном Бушаром (ум. 1524), являвшимся также его свояком (женатым на Жанне Фремье, сестре покойной Мари).
После внезапной смерти Карла VIII в Амбуазе 7 апреля 1498 года, сопровождал овдовевшую герцогиню и королеву Анну, возвратившуюся в Нант. В ноябре 1499 года участвовал в заседаниях городского суда Нанта. С этого времени упоминается в документах только в качестве советника и адвоката Парижского парламента, лишившись при новом короле Людовике XII места в Большом совете.
Вскоре после этого вернулся в Париж, где в марте-апреле 1505 года участвовал в судебном процессе против маршала де Жье, ненавидимого королевой Анной. Будучи несколько раз вызываем в суд в качестве свидетеля от имени маршала, уклонялся от этого с помощью жены, ссылавшейся каждый раз на его отсутствие или недомогание.
Умер, вероятно, в Париже между ноябрём 1514 года, которым датируется первая публикация его «Хроник», и 1531-м, когда вышло третье издание, редактор которого Галлио Дюпре сообщил о нём как об уже умершем.

## Сочинения
Основной исторический труд Алена Бушара, получивший название «Великие хроники Бретани» (фр. Grandes chroniques de Bretagne), был написан им в 1510—1514 годах на французском языке по инициативе королевы Анны Бретонской, предоставившей автору беспрепятственный доступ к архивам герцогства. Из предисловия Бушара к его обстоятельному сочинению в четырёх книгах, доводящему изложение событий до 1488 года, следует, что Анна Бретонская, умершая 9 января 1514 года, успела лично ознакомиться с рукописью. Возможно, она также вносила в неё правки, о чём можно судить на основании записи в рассказе хрониста о событиях 1372 года.
В качестве нарративных источников Бушар использовал, во-первых, «Историю бриттов» Ненния (IX в.) и «Историю королей Британии» Гальфрида Монмутского (1136), из которых позаимствовал предание о троянском происхождении древних бретонских правителей, «Императорские досуги» Гервасия Тильберийского (1212), «Деяния королей Бретани» Гийома Реннского (1234), «Великое зерцало» Винсента из Бове (1264), биографию Жана IV Бретонского, написанную Гийомом де Сент-Андре (сер. XIV в.), «Нантскую хронику», «Хроники Фруассара» (около 1400 г.), а также «Краткую историю происхождения и деяний франков» Робера Гогена (1495), откуда взял легенду о крещении Арморики ещё при короле Конане Мериадоке (IV в. н. э.). Помимо этого, он опирался на «Сборник хроник из истории Бретани» (1480) и «Хронику бретонских и армориканских королей, герцогов и принцев» (1505), составленные придворным капелланом герцогини Анны Пьером ле Бу. Оценивая объём заимствований Бушаром из исторических сочинений ле Бу, следует учитывать, что последние вышли из печати лишь в 1638 году, в то время как его собственный труд увидел свет ещё на заре французского Ренессанса.
Наряду с документами и хрониками, Бушар, несомненно, пользовался и устной традицией. Так, рассказывая о пленении Жанны д’Арк в Компьене 23 мая 1430 года, он уточняет один из своих источников: «Я слышал эти слова в Компьене, в году 1498, в месяце июле, от двух старцев, жителей города Компьена, одному из которых было 97 лет, а другому 91 год и которые лично присутствовали в церкви святого Иакова в Компьене, когда названная Девственница произнесла эти слова».
Помимо подробного изложения историко-генеалогических мифов и местных легенд, сочинение Бушара содержит немало важных сведений по истории франко-бретонских и англо-бретонских отношений, в частности, о Столетней войне и войне за бретонское наследство (1341—1364), «безумной войне» (1485—1488) и французско-бретонской войне 1489—1491 гг., а также о борьбе Анны Бретонской за независимость герцогства в бытность её супругой французских королей Карла VIII и Людовика XII.
Рукописи «хроник» Бушара не сохранились, и текст их известен лишь из печатных изданий. В одном лишь XVI веке их осуществлено было пять: в 1514, 1518, 1531, 1532 и 1541 годах, причём три последних дополнены были анонимными продолжениями. Современной исследовательницей творчества Бушара профессором Мари-Луизой Ожер выявлено четырнадцать экземпляров первого издания «хроник» 1514 года, из них три в Национальной библиотеке Франции, один в библиотеке Мазарини (Париж), одна в Британской библиотеке (Лондон), один в Библиотеке Конгресса США (Вашингтон), один в Австрийской национальной библиотеке (Вена), один в собрании Музея Добре в Нанте, один в библиотеке аббатства Ландевеннек (департамент Финистер), а также по одному в муниципальных библиотеках Бреста, Нанта, Ренна, Сомюра и Экс-ан-Провансa.
После 1541 года «хроники» не переиздавались вплоть до 1886 года, когда историками Анри Ле Мейненом и Артуром де ла Бордери под эгидой Общества библиофилов Бретани выпущена была их комментированная научная публикация. Новейшее академическое издание в двух томах подготовлено было в 1986 году вышеназванной Мари-Луизой Ожер и Гюставом Жанно, под общей редакцией известного французского историка-медиевиста Бернара Гене, и переиздавалось в 1990 и 2013 годах.

## Издания
- Alain Bouchart. Les grandes croniques de Bretaigne: composées en l’an 1514 Архивная копия от 2 декабря 2020 на Wayback Machine. Texte établi par Henri Le Meignen. — Rennes: Caillière, Libraire-éditeur, 1886. — 149 p. — (Société des bibliophiles bretons).
- Alain Bouchart. Grandes Croniques de Bretagne, texte établi par Marie-Louise Auger et Gustave Jeanneau, sous la direction de Bernard Guenee, 2 volumes. — Paris: CNRS Éditions, 1986. — 469 + 506 p. — (Sources d’histoire médiévale).
- Alain Bouchart. Les Grandes Chroniques de Bretaigne. Édité par Marie-Louise Auger. — Paris: CNRS Éditions, 2013. — 272 p. — ISBN 2-271-07485-0.